# Vettori di clonaggio
I vettori di clonaggio sono particolari molecole di DNA, naturale o anche artificiale, impiegate nelle tecnologie molecolari di clonaggio. Esistono differenti tipi di vettori di clonaggio. I più semplici, e anche i più usati comunemente, sono: 1) Vettori Plasmidici, 2) Vettori Fagici o Batteriofagi, 3) Vettori Cosmidici o Cosmidi.
Esistono poi altri tipi di vettori di clonaggio che vengono adoperati per soddisfare esigenze particolari (per esempio i cromosomi artificiali di lievito, conosciuti con l'acronimo YAC, che vengono usati per clonare lunghi segmenti di DNA-oltre 100 Kbp)

## Vettori plasmidici
I plasmidi sono elementi genetici di DNA, circolari ed extracromosomici, che si replicano in maniera autonoma rispetto al cromosoma batterico. Sono stati usati per effettuare il primo clonaggio del DNA, avvenuto negli anni '70. In breve il clonaggio mediante vettore plasmidico consiste nel trattare sia il plasmide che il DNA da clonare mediante uno stesso enzima di restrizione. In questo modo il vettore plasmidico viene linearizzato, cioè perde la sua normale struttura circolare ed è pronto ad ospitare al suo interno la molecola di DNA esogeno, che viene ligata insieme al plasmide linearizzato dall'enzima DNA ligasi. Il plasmide con il DNA esogeno viene detto plasmide ricombinante. Questo viene infine trasferito in una opportuna cellula ospite (normalmente cellule batteriche) la quale è in grado di produrre centinaia di copie del frammento di DNA clonato.

## Vettori fagici
I vettori fagici sono derivati da batteriofagi, particolari virus che parassitano i batteri. Quello più usato è il fago λ, un batteriofago che ha come ospite naturale il batterio Escherichia coli. In breve il clonaggio mediante il fago λ sfrutta la naturale capacità di questo virus di integrare il proprio DNA nel genoma del batterio. Il DNA da clonare viene inserito in una opportuna regione del DNA virale mediante varie tecniche. Con procedure complesse, in vitro, è possibile così produrre migliaia di virus λ ricombinanti, che portano il DNA esogeno inserito nel loro DNA, pronti ad infettare altrettanti batteri.

## Cosmidi
Sono vettori di clonaggio che combinano i vantaggi dei vettori plasmidici e dei vettori fagici.